# Eigenname
Ein Eigenname (lateinisch nomen proprium) benennt einzelne Dinge oder Wesen. Die wissenschaftliche Disziplin, die sich mit Eigennamen beschäftigt, wird Onomastik bzw. Namenkunde genannt. Eigennamen bilden eine eigene Klasse von Wörtern. Zusammen mit den Gattungsnamen (nomina appellativa), den Sammelnamen (nomina collectiva) und den Stoffnamen (nomina materialia) bilden sie die Konkreta. Konkreta als Substantive haben eine Benennungsfunktion und üben im Großen und Ganzen dieselben Funktionen im Satz aus. Die Eigennamen weisen aber auf allen linguistischen Ebenen Besonderheiten auf.
Die Abgrenzbarkeit und die Abgrenzung der Eigennamen von den Gattungsnamen ist im Einzelnen fraglich und strittig (siehe unten zu Bedeutung). Der sprachwissenschaftliche Begriff ist unschärfer als der logische Begriff des Eigennamens. In der Logik sind Eigennamen (definitorisch) nur solche Ausdrücke, die einen einzigen Gegenstand bezeichnen. Darunter fallen Eigennamen im engeren Sinn (z. B.: Alexander der Große), definite Kennzeichnungen (z. B.: der Sohn des mazedonischen Königs Philipps II., der von 356 bis 323 v. Chr. lebte) und deiktische Ausdrücke (z. B.: dieser Feldherr hier, der uns Bewohner von Artacoana in die Sklaverei verkaufte). Namen im Sinne der Logik sind nur Eigennamen. Mehrere Gegenstände bezeichnende Gattungsnamen sind im logischen Sinn keine Namen, sondern Prädikatoren (Prädikate im logischen Sinn).
Im Mittelpunkt dieses Artikels stehen die sprachwissenschaftlichen Merkmale von Eigennamen. Historische und genealogische Gesichtspunkte von Eigennamen werden hingegen unter den Lemmata Name, Vorname und Familienname abgehandelt.

## Kategorien
Eigennamen können danach kategorisiert werden, welche Art von Objekt sie bezeichnen:
Anthroponyme
Die sicher häufigsten Namensträger sind Personen. Bei Personennamen (Anthroponymen) kann man in vielen Kulturen Vor- und Familiennamen unterscheiden. In früheren historischen Epochen waren außerdem Beinamen und Übernamen in Gebrauch. Eine spezielle Art von Personennamen stellt das Pseudonym (als Deck- oder Künstlername) dar. Eigennamen können nicht nur realen, sondern auch fiktiven Personen beigelegt werden (z. B. Anna Karenina). Zu den Anthroponymen zählen auch Namen von Personengruppen wie Stämmen oder Völkern.
Toponyme
Die zweite große Gruppe bilden die Ortsnamen (Toponyme). Diese können weiter untergliedert werden in Dörfer-/Städtenamen, Ländernamen, Flurnamen (z. B. Galgenberg), Flussnamen, Gebirgsnamen, Bauwerke (z. B. Neuschwanstein) und ähnliches. Hierher kann man auch die Namen von Himmelskörpern (Astronyme) rechnen (z. B. Jupiter).
Darüber hinaus gibt es weitere, aber eher marginale Kategorien von Eigennamenträgern, z. B.: 
Eventonyme
Dazu gehören Namen von Ereignissen – seien es Naturphänomene (z. B. El Niño), menschgemachte Handlungen (z. B. Dönermorde) oder Zeitabschnitte (z. B. Renaissance).
Ergonyme
Träger von Eigennamen sind auch Institutionen (z. B. Bamf, BASF) sowie materielle und immaterielle Güter (z. B. Nutella, Google) einschließlich geistigen Schöpfungen (z. B. Bibel, Mona Lisa, Thriller, E.T.) oder Markennamen (z. B. Nivea).
Zoonyme
Auch anderen Lebewesen können Eigennamen beigelegt werden (z. B. Eisbär Knut). Dies ist umso wahrscheinlicher, je näher uns diese Lebewesen stehen (ein Haustier ist höchstwahrscheinlich Eigennamenträger, eine Wespe oder Pflanze eher nicht).
Theonyme
Auch Gottheiten und anderen mystischen Wesen werden Namen gegeben (z. B. Jehova, Rübezahl).

## Schreibweise
Eine sprachübergreifende Eigenart der Eigennamen im Schriftbild ist ihre Schreibweise mit einem großen Anfangsbuchstaben. In vielen Sprachen sind Eigennamen somit in Texten leicht erkennbar, da in diesen – außer der Großschreibung am Satzanfang – alle Wörter kleingeschrieben werden. Weil im Deutschen alle Substantive großgeschrieben werden, ist es für diese Sprache aber kein Unterscheidungsmerkmal. Von den zugrunde liegenden Regeln her schreibt man im Deutschen zudem in mehrteiligen Eigennamen mit nichtsubstantivischen Bestandteilen das erste Wort und alle weiteren Wörter außer Artikel, Präpositionen und Konjunktionen groß. Ausnahmen abseits der amtlichen Vorschriften sind jedoch erlaubt.
Das Schreiben der Eigennamen tendiert, vor allem wegen ihrer identifizierenden Funktion, zur Invarianz: Die Schreibung von Eigennamen verändert sich weniger deutlich als in anderen Bereichen des Wortschatzes. Dies trifft vor allem für schwer veränderliche Eigennamen, z. B. für Familien- und Ortsnamen, zu. Dies gilt sowohl für die Buchstabenfolge, die sich unterscheiden kann (Günther vs. Günter), als auch für andere Erscheinungen der Rechtschreibung wie die Getrennt- oder Zusammenschreibung und die Schreibung mit oder ohne Bindestrich (vgl. Neubrandenburg, Neu Lübbenau, Neu-Bamberg). In vielen Bereichen ist die Schreibung amtlich geregelt und damit dem Sprachwandel entzogen.
Eine besondere Stellung nehmen Eigennamen aus anderen Sprachräumen ein. In Sprachräumen mit eigenem Zeichensystem, z. B. dem Kyrillischen oder Arabischen, müssen die Namen an das hiesige Graphemsystem angepasst werden (Transkription und Transliteration). Während die Personennamen aus anderen Sprachräumen meist unverändert gebraucht werden (Pjotr, Vaclav), gibt es bei vielen Ortsnamen
a) Doppelbenennungen, besonders bei den Ortsnamen, die in früher deutschsprachiges Siedlungsgebiet fallen (Brünn vs. Brno);
b) in seltenen Fällen Anpassungen an das deutsche Schriftbild (Kairo, Brüssel).
Die Festsetzung einer bestimmten Schreibweise von Eigennamen im Deutschen gilt für Personennamen seit dem 18. Jahrhundert als abgeschlossen, bei den Ortsnamen seit Ende des 19. Jahrhunderts. Eine bemerkenswerte Anpassung der Ortsnamenschreibung war der Ersatz des C durch das K (z. B. Cassel → Kassel oder Cöln → Köln, in beiden Fällen erfolgte die amtliche Änderung der Schreibweise jedoch erst zur Zeit der Weimarer Republik).

## Morphologie und Wortbildung
Die Beugung von Wörtern (Flexion) bietet eine Möglichkeit der Unterscheidung von Eigennamen und Gattungsnamen, wo diese ansonsten formgleich sind (die Finks vs. die Finken).
Durch Ableitung (Derivation) können aus Eigennamen ganze Wortfamilien entstehen (Russland → Russe, russisch, Russisch (Sprache), russifizieren etc.). In den meisten Fällen sind die Ableitungen regelmäßig. Es gibt aber auch eine Vielzahl willkürlicher Bildungen (Arbitrarität), wie z. B. Israel → Israeli. Manchmal sind mehrere Ableitungen nebeneinander vorhanden (z. B. Jenaer und Jenenser).
Bei der Bildung von Substantiven durch Komposition mit Eigennamen wird oft die Kopplung mit Bindestrich gegenüber der sonst üblichen Zusammenschreibung bevorzugt. Dies gilt besonders, wenn der Eigenname orthografisch nicht integriert ist (Mekong-Offensive, aber Italienaufenthalt) oder die Gefahr einer Missdeutung entstehen könnte (Fischer-Initiative).

## Syntax
Die herausragenden syntaktischen Eigenheiten von Eigennamen sind:
- die Verbindung mit determinierenden Substantiven in komplexen Nominalphrasen
- der abweichende Gebrauch des Artikels und anderer Determinativpronomina
- die Verbindung mit Präpositionen zu Präpositionalphrasen

### Nominalphrasen
Im Deutschen bilden Vor- und Nachname einer Person eine Nominalphrase, wobei der Nachname der Kopf dieser Nominalphrase ist (vgl.: Karl Müllers neues Auto). Die Determinativverhältnisse innerhalb dieser Phrasen sind umstritten.
In Verbindung mit einem Titel bildet meist der Titel den Kopf der Phrase (im Namen des Dekans Professor Schmidt, Post für Herrn Karl Weber), in Verbindung mit einem attribuierenden Substantiv bildet der Eigenname den Kopf der Phrase (Bundeskanzler Schröders Reise in den Irak), es sei denn, die Eigennamen werden appositiv verwendet (die Reise unseres Bundeskanzlers Schröder in den Irak).

### Artikelgebrauch
Eigennamen können ebenso wie Gattungsnamen mit einem Artikel und Adjektiven zu einer komplexen Nominalphrase verbunden werden. Die Aufgaben bestimmter und unbestimmter Artikel sind aber verschieden von der Funktion, die diese bei Gattungsnamen haben. Für den Gebrauch von Artikeln bei Eigennamen ist vor allem zu unterscheiden, ob es sich um Personennamen, geografische Namen oder sonstige Eigennamen handelt.

#### Personennamen
Im Standarddeutschen werden Personennamen schriftlich in aller Regel ohne Artikel gebraucht. Mündlich wird auch häufig der bestimmte Artikel gesetzt (die Maria, der Herr Schmidt). Dies gilt besonders für die meisten Sprecher in Mitte und Süden des Sprachgebiets. Die geografische Herkunft der Sprecher ist daran gut zu erkennen; es handelt sich hier quasi um ein geografisches Schibboleth.
Soll der Person eine bestimmte Eigenschaft zugeschrieben werden, ist jedoch in jedem Falle der bestimmte Artikel zu gebrauchen (der junge Goethe). Wird der bestimmte Artikel vor Nachnamen verwandt, drückt er oft entweder eine abwertende Haltung aus (Der Müller hat wieder mal seine Rechnung nicht bezahlt) oder stellt eine berühmte Persönlichkeit heraus (die Callas sang). Auch nicht-wertender Gebrauch ist möglich, etwa benennen Schüler oftmals so ihre Lehrer (die Müller). Bei Nachstellungen eines Eigennamens ist der Artikel zur Abgrenzung zur Anrede zwingend (Sie wird eigentlich von allen geliebt, die Sandra).
Die Verwendung des unbestimmten Artikels vor einem Personennamen ist ausnahmsweise zulässig, wenn der Sprecher eine bestimmte Aussageabsicht hat. Er kann durch die Verwendung des unbestimmten Artikels dem Eigennamen eine beispielhafte Eigenart geben (Eine Margaret Thatcher hätte da keine Skrupel gehabt), eine metaphorische Verwendung des Eigennamens anzeigen (John Major war eben keine zweite Margaret Thatcher) oder Ablehnung oder Distanz zum Ausdruck bringen (ein Franz wollte dich sprechen – drückt mit aus: ich kenne diesen Franz nicht), den modalisierenden Gebrauch eines Eigennamens markieren (eine zutiefst verärgerte Margaret Thatcher verließ den Sitzungssaal) oder eine ganze Sippe bezeichnen (ein Weizsäcker hat noch nie vor Gericht gestanden).
Der Demonstrativartikel vor Eigennamen
a) macht einen Eigennamen zum Thema, nachdem er in distanzierender Weise eingeführt wurde (Ein Franz wollte dich sprechen. Dieser Franz richtet dir aus, dass er nicht zur Probe kommen kann);
b) individuiert einen Referenten, wenn der Sprecher davon ausgehen muss, dass der Hörer zwei Referenten gleichen Namens kennt (Wir haben drei Müllers im Verein. Einer kommt aus Bodelshausen, und dieser Müller ist Landesmeister im Ringen geworden);
c) markiert ein besonderes Verhältnis des Sprechers zum Träger des Eigennamens (ich kann diesen Müller einfach nicht leiden);
d) kann einen bestimmten Aspekt der durch den Eigennamen benannten Entität hervorheben (Du kennst Leipzig vielleicht noch aus DDR-Zeiten. Dieses Leipzig gibt es schon gar nicht mehr).

#### Geografische Namen
Der Gebrauch des Artikels bei geografischen Namen ist uneinheitlich. Vor Städtenamen wird kein Artikel gesetzt. Ländernamen werden meistens ohne Artikel verwendet. Es gibt jedoch einige Ausnahmen (z. B. der Irak, die Malediven, die Türkei, die Mongolei, die Schweiz). Ein sächlicher Artikelgebrauch findet hier jedoch immer dann statt, wenn der Stadt oder dem Land eine Eigenschaft zugeschrieben wird (das schöne Wien).
Namen von Flüssen, Meeren, Gestirnen und Gebirgen tragen dagegen stets einen bestimmten Artikel vor sich.
Innerhalb der geografischen Namen kann man durch den Gebrauch des bestimmten Artikels daher Namensklassen unterscheiden, also z. B. Fulda (Stadt), die Fulda (Fluss).

### Präpositionen
Bei einigen marginalen Präpositionen scheint es sortale Beschränkungen für Eigennamen zu geben:
- Man kann nur in die Schweiz und nach Frankreich fahren. Der Ausschluss von artikellosen Eigennamen als Argumente der direktionalen Präposition in scheint damit zusammenzuhängen, dass als nichtmarkierter Kasus der Dativ verstanden wird – vgl. sie fuhren in Frankreich (Dativ), mit Kasusmarkierung: sie fuhren ins nördliche Frankreich.
- In Zusammenhang mit Eigennamen hat die archaische Bedeutung von zu überlebt: Universität zu Köln, Zum armen Ritter.
- Die Abfahrtszeit und Ankunftszeit von Verkehrsmitteln kann durch die Kombination von ab und an mit Ortsnamen, aber ohne Artikel, ausgedrückt werden (ab Zürich um 11:17, an Göttingen 17:33).

## Bedeutung
Am deutlichsten unterscheiden sich Eigennamen und Gattungsnamen im Aspekt ihrer Bedeutung. Der prototypische Eigenname dient dazu, auf ein singuläres Objekt (eine Person, einen Ort etc.) zu referieren. Die Extension oder der Bedeutungsumfang des Eigennamens steht also fest. Umso schwieriger und in der Fachdiskussion nach wie vor umstritten ist die Bestimmung des Begriffsinhalts (der Intension) von Eigennamen. Einige Semantiker gehen davon aus, dass Eigennamen bedeutungsleer sind und ihre Funktion sich auf die Referenz (das Verweisen) beschränkt. Andere Semantiker postulieren das Gegenteil und subsumieren alle Fakten und Sachverhalte, die über die bezeichnete Entität aussagbar sind, unter die Bedeutung des Eigennamens.
Während die Verfechter der Position von der Bedeutungsleere von Eigennamen nicht erklären können, dass mit einigen Eigennamen ein wenn auch minimales Bedeutungswissen in Form von Merkmalen vermittelt wird – z. B. ist eine Person, die wir mit dem Namen Bernhard bezeichnen, männlich – scheitern die Bedeutungsmaximalisten daran, dass sie bei der Bedeutungsbeschreibung keine exakte Grenze ziehen können und nicht erklären können, dass u. U. ein minimales Wissen über den Träger eines Namens ausreicht, um den Namen korrekt verwenden zu können (z. B.: Goethe war ein Schriftsteller → ich habe noch nie was von Goethe gelesen).
Eine Kompromissposition zwischen diesen beiden Positionen lautet, dass das Wissen über einen Eigennamenträger von Person zu Person sehr unterschiedlich sein kann, aber einen minimalen gemeinsamen Kern haben muss, damit diese Personen sich über diesen Eigennamenträger sinnvoll verständigen können.
Im idealtypischen Normalfall bezeichnet ein Eigenname einen und nur einen Gegenstand und ein Gattungsname eine Gattung bzw. mehrere mögliche Gegenstände.
(Vermeintliche) Eigennamen können jedoch auch mehrere Gegenstände bezeichnen, (ursprüngliche) Gattungsnamen können nur einen einzigen Gegenstand bezeichnen; manche Wörter können zugleich als Eigenname und als Gattungsname verwendet werden:
- Eigenname als Gattungsname: In diesem Hochhaus wohnen viele Müllers.
- Gattungsname als Eigenname: Das grüne Fahrrad vor der Tür gehört mir.
- Eigenname und Gattungsname: Die Sonne ist nur eine von vielen Sonnen im Universum.

Es wird (teilweise) angenommen, dass zwischen Eigen- und Gattungsnamen nur graduelle Unterschiede bestehen, Eigennamen sich aus Gattungsnamen entwickelt haben – ausgenommen künstliche Eigennamen – und aus Eigennamen Gattungsnamen werden können.

## Lexikografie
Es ist Konsens unter Lexikografen, dass Eigennamen nicht im Rahmen sprachlexikografischer Werke behandelt werden. Das Wissen über die Träger von Eigennamen ist überwiegend enzyklopädischer Art. Eigennamen werden nur dann in sprachlexikografischen Werken behandelt, wenn 
a) sie sich durch generischen Gebrauch zu Appellativa oder gar lexikalischen Zeichen anderer Wortarten entwickelt haben (Zeppelin, Duden; röntgen, morsen, einwecken); 
b) die Eigennamen z. B. physikalische Größen bezeichnen (Beaufort; Ohm); 
c) der Status als Eigenname unklar ist (Mittwoch, Mai).
Im Mischtyp des enzyklopädischen Wörterbuchs wird man auch Eigennamen beschreiben, wenn sie z. B. für die Landeskultur charakteristisch sind. Manche Konversationslexika (z. B. Larousse) haben getrennte Abteilungen für Begriffe und Eigennamen. Es gibt spezielle Namenwörterbücher; ein wichtiger Vertreter dieser Gattung ist das Vornamenbuch.

## Metonomasie
Metonomasie (griechisch μετονομασία, Umbenennung) bezeichnet die Übersetzung eines Eigennamens in eine andere Sprache.
Beispiele
- Zur Zeit des Humanismus im 14.–16. Jahrhundert übersetzten viele Wissenschaftler ihren Namen ins Griechische oder Lateinische und verwandten so eine Art Pseudonym:
  - Philipp Schwartzerdt: Philipp Melanchthon
  - Ludwig Bauer: Ludwig Agricola
  - Georg Pawer: Georgius Agricola
  - Christoph Rabe: Christoph Corvinus
  - Wilhelm Holzmann: Wilhelm Xylander
- Bei der Eroberung oder Übernahme von Gebieten durch fremdsprachige Staaten wurden häufig ursprüngliche Ortsnamen in die Sprache des neu herrschenden Staates übersetzt:
  - Franzensfeste: Fortezza
  - Altenburg: Castelvecchio
  - Grünberg in Schlesien: Zielona Góra

### Allgemein
- Hermann Bausinger: Tierzucht und Namengebung. Zu den Eigennamen des Zuchtviehs. In: Festschrift für Paul Zinsli. Francke Verlag, Bern 1971, S. 170–184 (Volltext)
- Dietz Bering: Der Name als Stigma. Antisemitismus im deutschen Alltag. Stuttgart 1992.
- Friedhelm Debus: Namen in literarischen Werken: (Er-)Findung – Form – Funktion. Stuttgart 2002.
- Ernst Eichler, Gerold Hilty, Heinrich Löffler, Hugo Steger, Ladislav Zgusta (Hrsg.): Namenforschung. Name Studies. Les Noms Propres. Ein internationales Handbuch zur Onomastik. 1. Teilband, de Gruyter, Berlin und New York 1995. Darin:
  - Hartwig Kalverkämper: Textgrammatik und Textsemantik der Eigennamen. S. 440–447.
  - Gottfried Kolde: Grammatik der Eigennamen. S. 400–408.
  - Gerhard Koß: Die Bedeutung der Eigennamen: Wortbedeutung/Namenbedeutung. S. 458–463.
  - Andreas Lötscher: Der Name als lexikalische Einheit: Denotation und Konnotation. S. 448–457.
  - Dieter Nerius: Schreibung der Namen: Prinzipien, Normen und Freiheiten. S. 414–419.
  - Wilhelm F. H. Nicolaisen: Name and Appellative. S. 384–393.
  - Wolfgang Schweickard: Morphologie der Namen: Ableitungen auf der Basis von Eigennamen. S. 431–435.
  - Orrin F. Summerell: Philosophy of Proper Names. S. 368–372 (historischer Überblick).
  - Otmar Werner: Pragmatik der Eigennamen (Überblick). S. 476–484.
  - Rainer Wimmer: Eigennamen im Rahmen einer allgemeinen Sprach- und Zeichentheorie. S. 372–379.
- Name und Gesellschaft. Soziale und historische Aspekte der Namengebung und Namenentwicklung. Hrsg. von der Dudenredaktion und der Gesellschaft für deutsche Sprache. Dudenverlag, Mannheim 2001.
- Gunter Presch: Namen in Konfliktfeldern. Wie Widersprüche in Eigennamen einwandern. Tübingen 2002.
- Gerhard Schildberg-Schroth: Eigenname und Literarizität. Neumünster 1995.
- Wilfried Seibicke: Vornamen. Wiesbaden 1977 (Vornamenwörterbuch)
- Heinz Vater: Eigennamen und Gattungsbezeichnungen. Versuch einer Abgrenzung. In: Muttersprache 75. 1965, S. 207–213.
- Rainer Wimmer: Der Eigenname im Deutschen. Tübingen 1973.

### Philosophie, Logik, Semantik
- Jacques Derrida, Friedrich Kittler: Nietzsche. Politik des Eigennamens. Wie man abschafft, wovon man spricht. Merve, Berlin 2000, ISBN 3-88396-157-4.
- Jacques Derrida: Signatur Ereignis Kontext. In: Jacques Derrida: Randgänge der Philosophie. Passagen-Verlag, Wien 1988, ISBN 3-900767-14-9, S. 291–315.
- Wilhelm Kamlah und Paul Lorenzen: Logische Propädeutik. §3: Eigennamen. Bibliographisches Institut, Mannheim 1967.
- Kuno Lorenz: Eigennamen. In: Mittelstraß (Hrsg.): Enzyklopädie Philosophie und Wissenschaftstheorie. 2. Auflage. 2005, S. 280–282.
- Saul A. Kripke: Name und Notwendigkeit. Übersetzt von Ursula Wolf. Suhrkamp, Frankfurt am Main 1981, Taschenbuchausgabe 1993 und ISBN 3-518-28656-0.